# Очі Таммі Фей (фільм, 2021)
«Очі Теммі Фей» (англ. The Eyes of Tammy Faye) — американський біографічний драматичний фільм 2021 року, заснований на однойменному документальному фільмі Фентона Бейлі та Ренді Барбато. Режисер Майкл Шоволтер і сценарист Ейб Сільвія, фільм зображує суперечливу історію телеєвангелістів Теммі Фей Бейккер і Джима Беккера, яких грають Джесіка Честейн (яка також продюсує фільм) і Ендрю Гарфілд відповідно. Також у головних ролях Черрі Джонс, Фредрік Лене, Луї Канселмі, Сем Ягер, Габріель Олдс, Марк Вістрах і Вінсент Д'Онофріо.
Світова прем'єра фільму «Очі Теммі Фей» відбулася на Міжнародному кінофестивалі в Торонто 2021 року у вересні 2021 року, а в прокат випущений 17 вересня 2021 року компанією Searchlight Pictures. Фільм зібрав 2,4 мільйона доларів і отримав неоднозначні відгуки критиків, які високо оцінили гру акторів, але розкритикували сценарій.

## Сюжет
Близький погляд на надзвичайний підйом, падіння та спокутування телеєвангелістки Теммі Фей Бейккер.

## Актори
- Джессіка Честейн у ролі Теммі Фей Бейккер
  - Чендлер Гед — молода Теммі Фей
- Ендрю Гарфілд — Джим Беккер
- Черрі Джонс у — Рейчел ЛаВеллі
- Вінсент Д'Онофріо — Джеррі Фолвелл
- Фредрік Лене — Фред Гровер
- Луї Канселмі в ролі Річарда Флетчера
- Сем Ягер — Ро Месснер
- Габріель Олдс — Пет Робертсон
- Марк Вістрах — Гері Пекстон
- Джей Г'юґулі — Джиммі Сваггарт
- Ренді Хейвенс — Стів Пітерс
- Джесс Вейкслер — візажист (голос)

## Виробництво
Основні зйомки почалися в жовтні 2019 року в Шарлотті, Північна Кароліна.

## Випуск
Світова прем'єра фільму відбулася на Міжнародному кінофестивалі в Торонто 2021 року 12 вересня 2021 року Випуск був 24 вересня 2021 року. Прокат в Україні — з 3 лютого 2022 року.

## Сприйняття

### Каса
«Очі Теммі Фей» дебютували в 450 кінотеатрах і зібрали 675 000 доларів США в перші вихідні (у середньому 1 500 доларів на зал). Deadline Hollywood написав, що за межами Лос-Анджелеса, Нью-Йорка та Остіна прибутки «не були хорошими», і це свідчить про те, що «старі артхаусні натовпи [не] повернулися» в театри через пандемію COVID-19.